# Bound for Glory (Band)
Bound for Glory ist eine US-amerikanische Rechtsrock-Band aus Minnesota. Sie ist eine der ältesten und einflussreichsten dieser Musikrichtung in den USA.

## Bandgeschichte
Bound for Glory wurden 1989 von Gitarrist Ed Wolbank gegründet. Der erste Auftritt fand auf dem zweiten Aryan Fest von Tom Metzger (White Aryan Resistance) statt. Nachdem Bound for Glory drei Alben über das deutsche Label Rock-O-Rama veröffentlicht hatte, gründeten Mitglieder der Band zunächst das Label Bound for Glory Productions, das später von Panzerfaust Records aufgekauft wurde, um Anschluss an den boomenden Rechtsrock-Markt in den USA zu finden, und traten damit in Konkurrenz zu Resistance Records und Tri-State Terror, die bisher den Markt beherrschten. Die Band war bekannt dafür, viel zu touren und auch im Ausland zu spielen. Die ersten Konzerte in Deutschland fanden 1996 und 1997 statt. Von 1990 bis 2002 nahm die Gruppe zehn Studio- und zwei Live-Alben sowie diverse weitere Tonträger auf. 2011 erschien das Album Feed the Machine, welches von dem deutschen Label PC-Records veröffentlicht wurde.

## Ideologie
Bound for Glory steht dem Hammerskin-Netzwerk nahe, Ed Wolbank war eine Zeitlang Anführer der Hammerskins in Saint Paul (Minnesota). Die Mitglieder bevorzugen im Gegensatz zu älteren rechtsextremen Organisationen, wie der National Alliance eine Art „führerlosen Widerstand“ nach dem Vorbild von Combat 18. Die Band ist international ausgerichtet, es entstanden unter anderem Projekte mit den australischen Fortress und den deutschen Endstufe unter dem Namen Grenadier und ein Projekt mit den britischen Brutal Attack unter dem Projektnamen Bound for Attack. Die Mitglieder spielen außerdem in der Metal-Band Before God, in der Thrash- und Death-Metal-Band Plunder & Pillage, sowie in der Death-Metal-Band West Wall.

## Rezeption
Bound for Glory sind eine, wenn nicht sogar die einflussreichste US-amerikanische Rechtsrock-Band. Mit den zahlreichen Projekten und Konzerten im Ausland war die Gruppe international organisiert, zum Teil auch im internationalen Vertrieb des Rechtsrocks tätig. So legten 1998 Ermittler offen, dass Gitarrist Ed Wolbank an der Pressung des Landser-Albums Rock gegen Oben beteiligt war. Durch ihren harten, an den Metal angelehnten Musikstil (ihr Album Behold the Iron Cross wurde im Nordic Vision mit den frühen Slayer-Alben und Exodus verglichen) und die Projekte Before God und Plunder & Pillage fungiert die Gruppe als Schnittstelle zur extremen, rassistischen Metal-Szene, stärker noch als dies bei dem eher an den Hard Rock angelehnten Musikstil der späten Skrewdriver der Fall war.

## Diskografie

### Alben
- 1990: Warriors Glory (indiziert[8])
- 1992: When the Hammer Falls
- 1993: Over the Top (indiziert[9])
- 1994: Bound for Attack (zusammen mit Brutal Attack)
- 1994: The Fight Goes On (indiziert[10])
- 1996: Behold the Iron Cross (indiziert[10])
- 1996: Never Again!
- 1997: Glory Awaits (indiziert[9], beschlagnahmt[11])
- 1999: Hate Train Rolling (indiziert[12])
- 1999: Last Act of Defiance
- 2002: Beer Bottles and Hockey Sticks (Split-Album mit Mistreat)
- 2011: Feed the Machine
- 2014: Death and Defiance
- 2017: Ironborn

### Singles und EPs
- 1990: 100%
- 1990: Payback
- 1991: Assassination
- 2002: Russian Winter
- 2014: Stuka Pilot
- 2017: Bad Apple

### Live-Alben
- 1998: Requiem
- 2004: Rolling Through Europe
- 2004: Us Against the World (Live in Deutschland) (indiziert[13])
- 2005: Live and Loud